# L'Histoire d'une rose
L'Histoire d'une rose è un cortometraggio muto del 1911 diretto da Camille de Morlhon.

## Produzione
Il film fu prodotto dalla Pathé Frères.

## Distribuzione
Distribuito dalla Pathé Frères, uscì nelle sale cinematografiche francesi nel 1911.